# Andrád Sámuel
Andrád Sámuel (Ikafalva, 1751 – Sepsiszentgyörgy, 1807. augusztus 31.) orvos, író.

## Élete
Apja Andrád Elek református lelkész volt. Nagyenyeden és Kolozsvárott tanult, Bécsben orvostudományt tanult, és mint gyakorló orvos ott telepedett le, de előbb gyalog beutazta Németországot Gyarmathi Sámuel társaságában. 1786-ban szívroham érte, betegségéből soha nem épült fel teljesen, emiatt visszavonult hazájába, Erdélybe.
765 anekdotát tartalmazó gyűjteménye az első nyomtatásban megjelent anekdotagyűjtemény a magyar irodalomban. Forrásai többek között Plutarkhosz, Valerius Maximus, Giovanni Boccaccio, Francesco Petrarca, Bracciolini Poggio, Henricus Bebelius, Johannes Pauli strasbourgi klastrom gvardián, Pietro Aretino, de Bois Robert, és Roquelaure herceg voltak. Írásait a székely népnyelv jellemzi. Baróti Szabó Dávid nyelvi tanácsokat kért tőle.

## Munkái
- Elogium sepulcrale, tumulo Maximiliani Stoll inscriptum, carminum paribus centum. Bécs, 1787. (A. S. jeggyel.)
- Quaedam epistola ad Pub. Ovidii Nasonis cineres. Bécs, 1789. (Névtelenül.)
- Elmés és mulatságos rövid anekdoták. 2. kötet. Bécs, 1789–90. (legújabb kiadás: Bukarest, 1988, ISBN 963-281-976-4)
- A magyar Democritus életének délig való része. Bécs, 1791.
- A magyar szóllásnak módjáról. Bécs, 1791.
- A magyar irás-módról. Némely jegyzéseim az ABC rendje szerint. Bécs, 1791. (A. S. jeggyel.)
- Meine Cornucopie das ist: Sammlung vielerley nützlicher und unterhaltender Kleinigkeiten. 2 rész. Bécs, 1792–93.
- Legelső virágos kert. Bécs, 1793.